# Семенов Сергій Олександрович
Сергій Олександрович Семенов (нар. 28 липня 1988, Чернігів) — український біатлоніст, олімпієць, чемпіон Європи, призер чемпіонату світу, володар малого кришталевого глобусу Кубка світу (індивідуальні гонки).

## Біографія
Сергій Семенов брав участь у XXI Олімпійських іграх (Ванкувер, Канада) та в ХХІІ Олімпійських іграх (Сочі, Росія).
Першим його успіхом на етапах Кубка світу було друге місце в змішаній естафеті в Поклюці у 2010 році. Він також золотий та багаторазовий срібний призер чемпіонатів Європи.
Бронзову медаль чемпіонату світу Сергій виборов у 2011 в Ханти-Мансійську у складі української естафетної команди. Ще одну бронзу, особисту, він виборов на чемпіонаті світу 2016 року в Осло в спринтерській гонці на 10 км.
За підсумками сезону 2014—2015 років Сергій завоював малий кришталевий глобус Кубка світу в заліку індивідуальних гонок на 20 км.

## Олімпійські ігри
|                                            | Змагання      | Змагання | Змагання       | Змагання  | Змагання | Змагання         | Змагання |
|                                            | Індивідуальна | Спринт   | Переслідування | Мас-старт | Естафета | Змішана естафета |          |
| ------------------------------------------ | ------------- | -------- | -------------- | --------- | -------- | ---------------- | -------- |
| XXI Зимові Олімпійські ігри 2010, Ванкувер | 52            | 33       | 39             | -         | 8        | Н/Д              |          |
| XXII Зимові Олімпійські ігри 2014, Сочі    | 9             | 41       | 39             | -         | 9        | 7                |          |

З сезону 2012 результати Зимових Олімпійських ігор не зараховуються до загального заліку Кубку світу.

## Кубок світу

### Місця в кубках світу
| Сезон   | Індивідуальна | Спринт       | Переслідування | Мас-старт    | Загальний залік |
| ------- | ------------- | ------------ | -------------- | ------------ | --------------- |
|         | Місце (очки)  | Місце (очки) | Місце (очки)   | Місце (очки) | Місце (очки)    |
| 2009-10 | — (0)         | 30 (104)     | 46 (40)        | — (0)        | 47 (144)        |
| 2010-11 | — (0)         | 14 (240)     | 12 (161)       | 14 (127)     | 35 (236)        |
| 2011-12 | — (0)         | 37 (87)      | 36 (70)        | 39 (24)      | 42 (181)        |
| 2012-13 | 18 (48)       | 40 (87)      | 43 (55)        | — (0)        | 42 (190)        |
| 2013-14 | 10 (57)       | 22 (136)     | 36 (89)        | 18 (70)      | 23 (352)        |
| 2014-15 | 1 (142)       | 34 (102)     | 24 (109)       | 45 (18)      | 26 (374)        |
| 2015-16 | 31 (31)       | 16 (167)     | 19 (132)       | 28 (63)      | 21 (393)        |
| 2016-17 | 7 (88)        | 22 (139)     | 28 (128)       | 20 (91)      | 23 (421)        |
| 2017-18 | 40 (17)       | — (0)        | — (0)          | — (0)        | 79 (17)         |
| 2018-19 | 28 (38)       | 73 (14)      | 64 (13)        | — (0)        | 54 (65)         |
| 2019-20 | 55 (11)       | 59 (22)      | 71 (1)         | — (0)        | 67 (34)         |

Срібний призер естафети Кубка світу-2020.

### Подіуми на етапах кубків світу
| Сезон   | Місце проведення       | Змагання         | Результат |
| ------- | ---------------------- | ---------------- | --------- |
| 2010-11 | Поклюка, Словенія      | Змішана естафета | 2         |
| 2010-11 | Ханти-Мансійськ, Росія | Естафета         | 3         |
| 2012-13 | Сочі, Росія            | Індивідуальна    | 3         |
| 2013-14 | Остерсунд, Швеція      | Змішана естафета | 3         |
| 2014-15 | Остерсунд, Швеція      | Індивідуальна    | 2         |
| 2014-15 | Нове Мєсто, Чехія      | Змішана естафета | 3         |
| 2014-15 | Осло, Норвегія         | Індивідуальна    | 3         |
| 2015-16 | Осло, Норвегія         | Спринт           | 3         |
| 2016-17 | Антхольц, Італія       | Індивідуальна    | 3         |

## Комерційні старти

### Різдвяні перегони (World Team Challenge)
- 2014 — з Валентиною Семеренко 1 місце